# Bentonit
Bentonit je hemijsko jedinjenje, koje ima molekulsku masu od 180,061 .

## Osobine
| Osobina                  | Vrednost |
| ------------------------ | -------- |
| Broj akceptora vodonika  | 6        |
| Broj donora vodonika     | 1        |
| Broj rotacionih veza     | 2        |
| Particioni koeficijent ( | 1,2      |
| Rastvorljivost (logS, log(mol/L))       | 0,2      |
| Polarna površina (PSA, Å2)  | 109,0    |

## Literatura
- Holleman&Wiberg1st
- Housecroft3rd;